# Доходный дом И. И. Гурова
Доходный дом И. И. Гурова — памятник градостроительства и архитектуры в историческом центре Нижнего Новгорода. Построен в 1901—1902 годах. Автор проекта не установлен.
Доходный дом является примером архитектуры нижегородского модерна. Входит в историческую застройку старинной Нижегородской улицы.
18 августа 2022 года был окончательно разрушен в ходе пожара.

## История
Район строительства будущего дома расположен в так называемом Започаинье, расположенном в западной части Нижегородского района города. Улица Нижегородская (изначально — Воскресенская; в советское время — Карла Маркса) была проложена вскоре после возведения неподалёку церкви Вознесения в 1715 году. Историческая застройка улицы сформировалась к началу XX века, к настоящему времени носит локальный характер и представлена одно- и двухэтажными каменными, деревянными и полукаменными жилыми домами и усадебными постройками, выполненными преимущественно в духе эклектики.
В начале XX века Иван Иванович Гуров выкупил у М. И. Широкова пустопорожний земельный участок в Вознесенском переулке, на котором начал строительство каменного доходного дома. Дом был выстроен в 1901—1902 годах и имел простое и цельное композиционное решение.

## Архитектура
Архитектура двухэтажного кирпичного здания имеет простое и цельное решение. Не смотря на то, что дом выстроен в стиле декоративного модерна, фасад здания отражает переход к более сдержанному декоративизму. Акцент сделан на метрический строй плавных изогнутых линий, обрамляющих и объединяющих по вертикали окна первого и второго этажей. Обрамления окон выполнены из красного кирпича в виде своеобразных кокошников над окнами второго этажа и вертикальных линий, переходящих в перевёрнутые стрельчатые арки в простенках между оконными проёмами и цокольной частью. Такое решение, где декоративное обрамление из красного кирпича помещено на фон светлой оштукатуренной стены — единственный пример в архитектуре Нижнего Новгорода. Форма сохранившейся входной двери подчинена общему обрамлению окон и расположена асимметрично.